# Vívás az 1924. évi nyári olimpiai játékokon
Az 1924. évi nyári olimpiai játékokon vívásban hét versenyszámot rendeztek. Ez volt a második olimpia, ahol férfi vívásban mindhárom fegyvernem egyéni és csapatversenye is szerepelt a programban, és ez volt az első olimpia, ahol női vívók is indulhattak tőr egyéni versenyben.

## Éremtáblázat
(Magyarország és a hazai csapat eltérő háttérszínnel, az egyes számoszlopok legmagasabb értéke, vagy értékei vastagítással kiemelve.)
| Az 1924. évi nyári olimpiai játékok éremtáblázata vívásban | Az 1924. évi nyári olimpiai játékok éremtáblázata vívásban | Az 1924. évi nyári olimpiai játékok éremtáblázata vívásban | Az 1924. évi nyári olimpiai játékok éremtáblázata vívásban | Az 1924. évi nyári olimpiai játékok éremtáblázata vívásban | Olimpia  |
| ---------------------------------------------------------- | ---------------------------------------------------------- | ---------------------------------------------------------- | ---------------------------------------------------------- | ---------------------------------------------------------- | -------- |
|                                                            | Ország                                                     | Arany                                                      | Ezüst                                                      | Bronz                                                      | Összesen |
| 1.                                                         | Franciaország (FRA)                                        | 3                                                          | 3                                                          | 0                                                          | 6        |
| 2.                                                         | Belgium (BEL)                                              | 1                                                          | 2                                                          | 1                                                          | 4        |
| 3.                                                         | Magyarország (HUN)                                         | 1                                                          | 1                                                          | 2                                                          | 4        |
| 4.                                                         | Dánia (DEN)                                                | 1                                                          | 0                                                          | 1                                                          | 2        |
| 4.                                                         | Olaszország (ITA)                                          | 1                                                          | 0                                                          | 1                                                          | 2        |
|                                                            |                                                            |                                                            |                                                            |                                                            |          |
| 6.                                                         | Nagy-Britannia (GBR)                                       | 0                                                          | 1                                                          | 0                                                          | 1        |
|                                                            |                                                            |                                                            |                                                            |                                                            |          |
| 7.                                                         | Hollandia (NED)                                            | 0                                                          | 0                                                          | 1                                                          | 1        |
| 7.                                                         | Svédország (SWE)                                           | 0                                                          | 0                                                          | 1                                                          | 1        |
|                                                            |                                                            |                                                            |                                                            |                                                            |          |
| Összesen                                                   | Összesen                                                   | 7                                                          | 7                                                          | 7                                                          | 21       |

## Érmesek

### Férfi
| Az 1924. évi nyári olimpiai játékok férfi érmesei vívásban | | | |
| Versenyszám                                                | Arany | Ezüst | Bronz |
| tőr, egyéni                                                | Roger Ducret · Franciaország (FRA) | Philippe Cattiau · Franciaország (FRA) | Maurice Van Damme · Belgium (BEL) |
| kard, egyéni                                               | Pósta Sándor · Magyarország (HUN) | Roger Ducret · Franciaország (FRA) | Garay János · Magyarország (HUN) |
| párbajtőr, egyéni                                          | Charles Delporte · Belgium (BEL) | Roger Ducret · Franciaország (FRA) | Nils Hellsten · Svédország (SWE) |
| tőr, csapat                                                | Franciaország (FRA) · Lucien Gaudin · Roger Ducret · Philippe Cattiau · Guy de Luget · Henri Jobier · Jacques Coutrot · André Labatut · Joseph Perotaux      | Belgium (BEL) · Désiré Beaurain · Charles Crahay · Maurice Van Damme · Fernand de Montigny · Marcel Berré · Albert De Roocker                       | Magyarország (HUN) · Berty László · Lichteneckert István · Schenker Zoltán · Pósta Sándor · Tersztyánszky Ödön                          |
| kard, csapat                                               | Olaszország (ITA) · Oreste Puliti · Giulio Sarrocchi · Guido Balzarini · Bino Bini · Marcello Bertinetti · Renato Anselmi · Oreste Moricca · Vincenco Cuccia | Magyarország (HUN) · Berty László · Garay János · Pósta Sándor · Rády József · Schenker Zoltán · Széchy László · Tersztyánszky Ödön · Uhlyárik Jenő | Hollandia (NED) · Arie de Jong · Maarten van Dulm · Jan van der Wiel · Hendrik Scherpenhuijzen · Jetze Doorman · Henri Wijnoldy-Daniëls |
| párbajtőr, csapat                                          | Franciaország (FRA) · Lucien Gaudin · Roger Ducret · Alexandre Lippmann · André Labatut · Georges Buchard · Robert Liottel · Georges Tainturier              | Belgium (BEL) · Fernand de Montigny · Joseph De Craecker · Ernest Gevers · Paul Anspach · Léon Tom · Charles Delporte                               | Olaszország (ITA) · Vincenzo Cuccia · Giovanni Canova · Giulio Basletta · Marcello Bertinetti · Virgilio Mantegazza · Oreste Moricca    |

### Női
| Az 1924. évi nyári olimpiai játékok női érmesei vívásban |                            |                                                     |                               |
| Versenyszám                                              | Arany                      | Ezüst                                               | Bronz                         |
| tőr, egyéni                                              | Ellen Osiier · Dánia (DEN) | Gladys Davies (Gladys Davis) · Nagy-Britannia (GBR) | Grete Heckscher · Dánia (DEN) |

## Magyar részvétel
Az olimpián tíz – kilenc férfi és egy nő – vívó képviselte Magyarországot. Férfi vívóink mindegyike legalább egy érmet szerzett. A magyar vívók összesen 
- egy első,
- egy második,
- két harmadik,
- egy negyedik és
- egy hatodik

helyezést értek el, és ezzel huszonnégy olimpiai pontot szereztek.
Az érmet szerzett vívókon kívül pontszerző helyen végzett:
- 4. helyezett:
  - Schenker Zoltán, kard, egyéni
- 6. helyezett:
  - Tary Gizella, tőr, egyéni

Nem került az első hat közé:
- Schenker Zoltán, tőr, egyéni
- Tersztyánszky Ödön, kard, egyéni